# Cemitério do Père-Lachaise
Entrada principal do Père-Lachaise

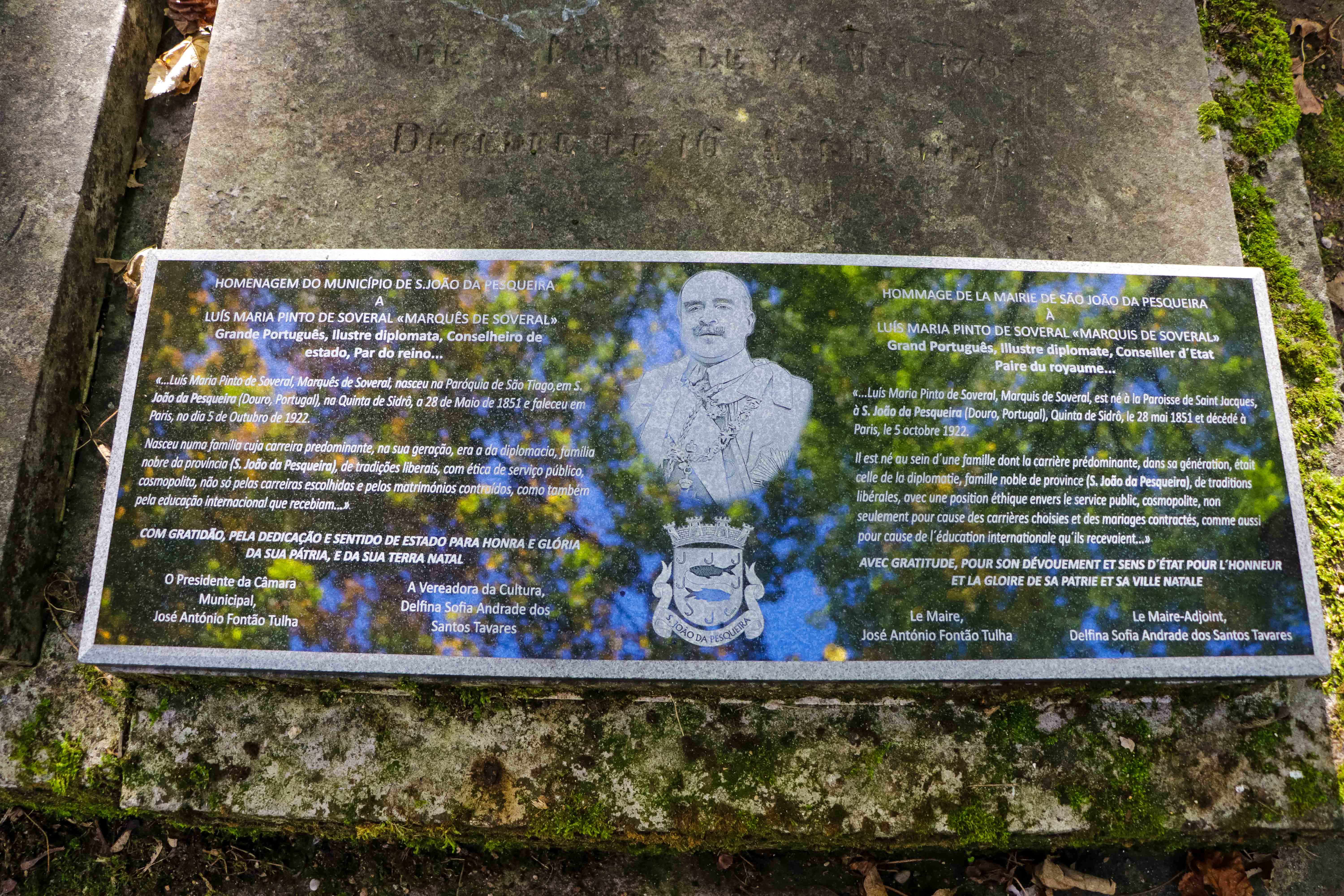
Placa de homenagem do Município de S. João da Pesqueira a Luís Pinto de Soveral, Marquês de Soveral, em 13 de Outubro de 2017.

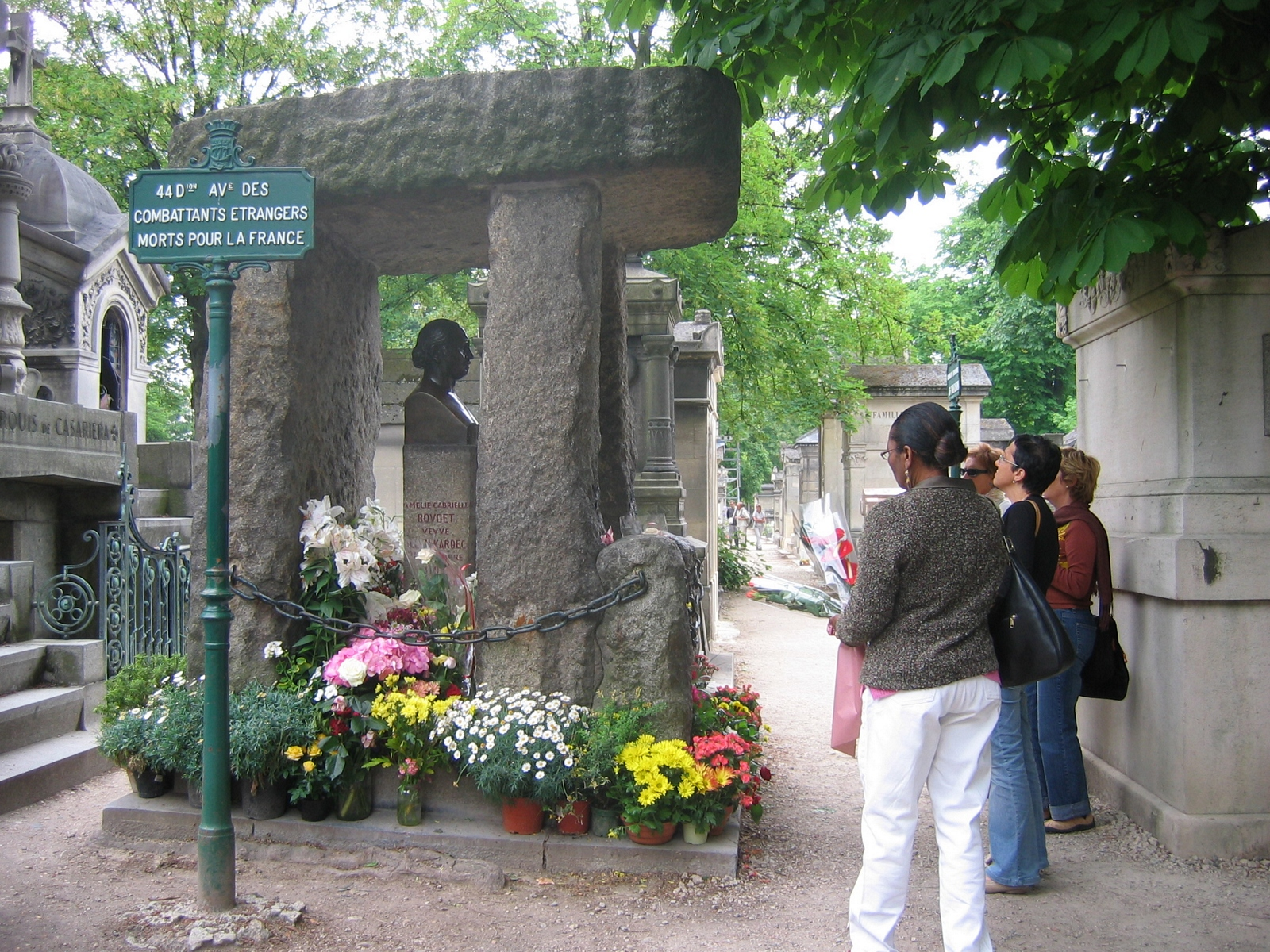
Túmulo de Allan Kardec.

O Cemitério do Père-Lachaise (em francês:  Cimetière du Père-Lachaise) é o maior cemitério de Paris e um dos mais famosos do mundo. Está situado no 20.º arrondissement de Paris.

## História
A sua origem remonta ao século XII, quando o terreno estava repleto de vinhas pertencentes à Igreja. No entanto, em 1430 um comerciante adquiriu as terras e construiu aqui uma residência pomposa, até que a propriedade passou para as mãos dos jesuítas no século XVII. O cemitério recebeu a sua denominação em homenagem a um dos sacerdotes católicos, François d'Aix de La Chaise (1624–1709), dito le Père La Chaise ("o padre La Chaise"), confessor do rei Luís XIV da França, sobre quem exerceu influência moderadora na luta contra o jansenismo. Após a expulsão dos jesuítas, o terreno passou para as mãos da cidade graças a Napoleão Bonaparte, e assim foi construído o cemitério, inspirado no estilo dos jardins ingleses.
No início do século XIX, vários novos cemitérios substituíram as antigas necrópoles parisienses. Fora dos limites da cidade foram criados o cemitério de Montmartre ao norte, o cemitério do Père-Lachaise a leste, o Cemitério do Montparnasse no sul e o cemitério de Passy ao oeste (16º arrondissement).
A concepção do Père-Lachaise foi confiada ao arquiteto neoclássico Alexandre-Théodore Brongniart em 1803 e, desde a sua abertura, o cemitério conheceu cinco ampliações: em 1824, 1829, 1832, 1842 e 1850, passando de 17 hectares a 44 hectares.
Em 21 de maio de 1804, o cemitério foi oficialmente aberto para uma primeira inumação; a de uma pequena menina de cinco anos, Adélaïde Paillard de Villeneuve. Todavia, os parisienses não aceitavam de bom grado a necrópole, localizada distante do centro, numa zona pobre e de difícil acesso. Esta situação só mudaria quando para lá foram transferidas ossadas de importantes personalidades, apaziguando as críticas da elite parisiense.
Ao sul do cemitério encontra-se o Muro dos Federados, contra o qual 147 dirigentes da Comuna de Paris foram fuzilados em 28 de maio de 1871.

## Personalidades sepultadas
Escritores e poetas
- Honoré de Balzac (1799–1850), escritor (divisão 48)
- Paul Éluard (1895–1952), poeta francês (divisão 97)
- Oscar Wilde (1854–1900), escritor e dramaturgo irlandês (divisão 89)[1]
- Savinien Cyrano de Bergerac (1619–1655), escritor francês
- Jean de La Fontaine (1621–1695), poeta francês (divisão 25)
- Marcel Proust (1871–1922), escritor francês
- Raymond Roussel (1877–1933), escritor francês (divisão 89)
- Sully Prudhomme (1839–1907), escritor francês (primeiro prêmio Nobel de Literatura) (divisão 44)
- Colette (1873–1954), escritora francesa (divisão 4)
- Alphonse Daudet (1840–1897), escritor francês (divisão 26)
- Jean-Paul Aron (1925–1988), escritor francês
- Richard Wright (1908–1960), escritor norte-americano

Escultores e pintores
- Eugène Delacroix (1798–1863), pintor francês
- Max Ernst (1891–1976), artista alemão (divisão 87)
- Jacques-Louis David (1748–1825), pintor francês
- Horácio Pinto da Hora (1853–1890), pintor brasileiro, um dos mais destacados do Romantismo
- Camille Pissarro (1830–1903), pintor francês
- Jeanne Hébuterne (1898–1920), pintora francesa
- Amedeo Modigliani (1884–1920), pintor e escultor italiano

Filósofos, sociólogos e historiadores
- Sophie Germain (1776–1831), matemática, física e filósofa francesa
- Pierre Bourdieu (1930–2002), sociólogo francês (divisão 28)
- Fernand Braudel (1902–1985), historiador francês
- Jacques-Joseph Champollion (1778–1867), arqueólogo francês
- Jean-François Champollion (1790–1832), egiptólogo francês (divisão 18)
- Auguste Comte (1798–1857), filósofo francês (divisão 17)
- Jules Barthélemy-Saint-Hilaire (1805–1895), filósofo francês (divisão 4)
- Jules Michelet (1798–1874), historiador francês
- Émile-Auguste Chartier (1868–1951), filósofo francês
- Pedro Abelardo (1079–1142), filósofo, teólogo e professor francês
- Heloísa de Paráclito, (1090?[6]–1164), escritora e filósofa francesa

Músicos e cantores

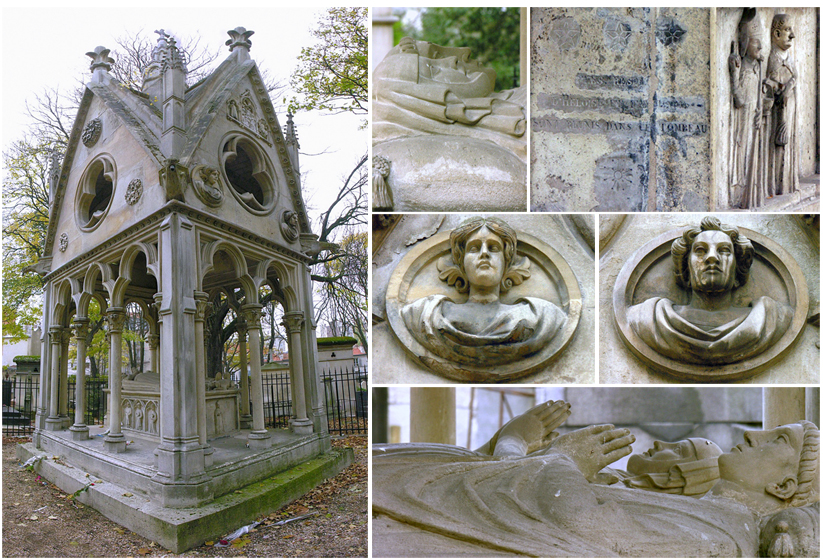
Túmulo de Pedro Abelardo e Heloísa de Paráclito.

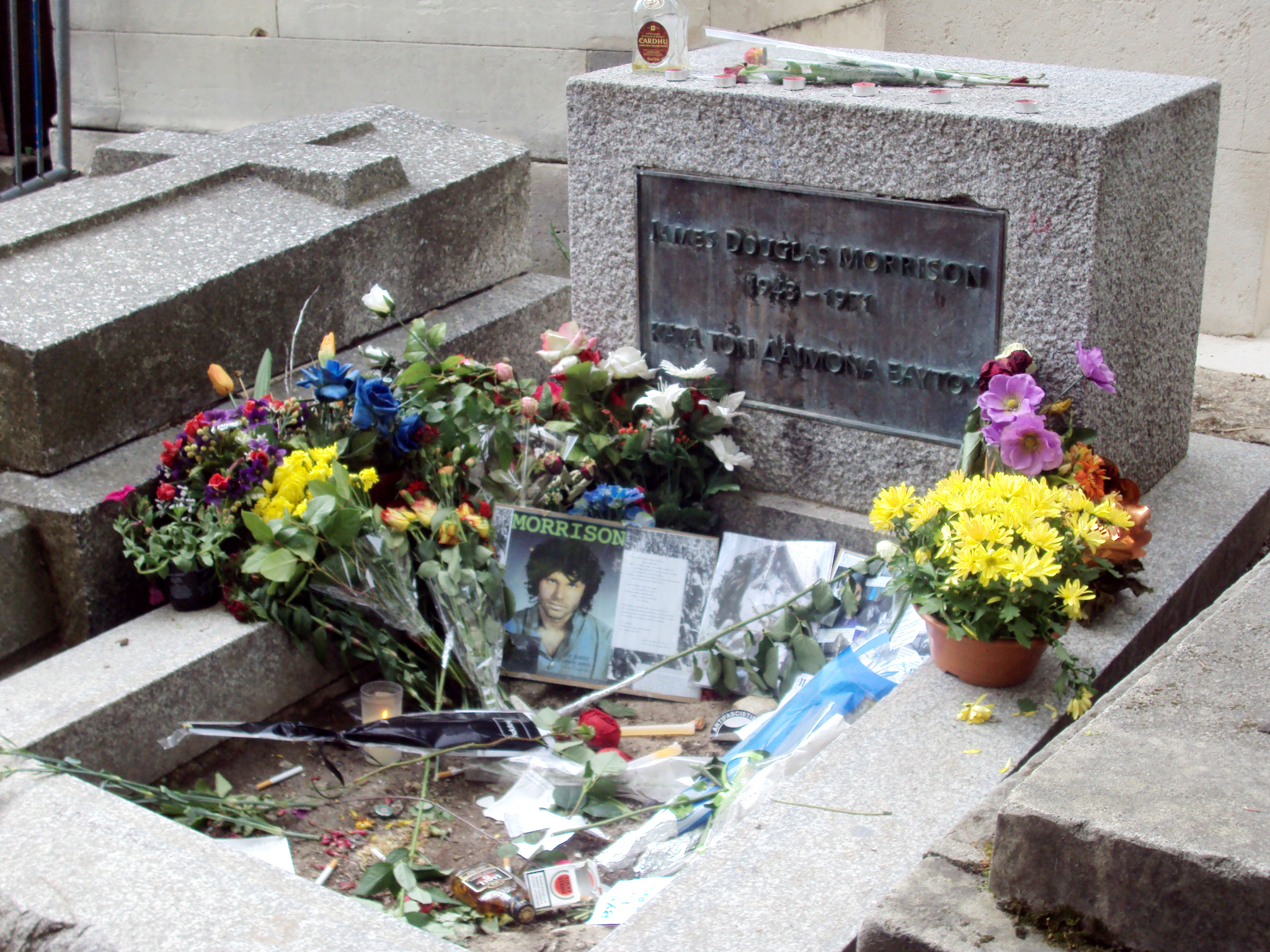
Túmulo de Jim Morrison.

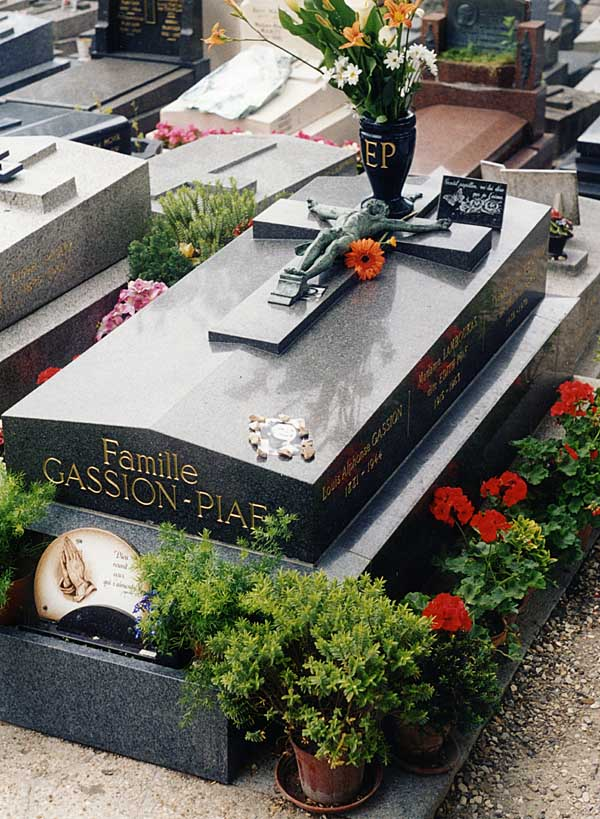
O túmulo da cantora Édith Piaf.

- Gilbert Bécaud (1927–2001), cantor francês (divisão 45)
- Maria Callas (1923–1977), cantora lírica greco-americana (sua cinzas foram jogadas no mar Egeu) (divisão 87)
- Gustave Charpentier (1860–1956), compositor francês (divisão 10)
- Frédéric Chopin (1810–1849), compositor polaco (divisão 11)[1]
- Jim Morrison (1943–1971), cantor do The Doors (divisão 16)[1]
- Édith Piaf (1915–1963), cantora francesa (divisão 97)
- Gioacchino Rossini (1792–1868), compositor de ópera italiano (divisão 4)
- Enrico Tamberlick (1820–1889), tenor italiano (divisão 11)
- Georges Bizet (1838–1875), compositor francês

Actores e Cineastas
- Georges Méliès (1861–1938) coinventor da Sétima Arte
- Sarah Bernhardt (1844–1923), atriz francesa (divisão 44)
- Molière (1622–1673), autor de teatro francês (divisão 25)
- Marcel Camus (1912–1982), cineasta francês
- Marcel Marceau (1923–2007), ator e mímico francês
- François-Joseph Talma (1763–1826), ator francês
- Yves Montand (1921–1991), ator e cantor ítalo-francês (divisão 44)
- Loïe Fuller (1862–1928), atriz e dançarina norte-americana.
- Josette Day (1914–1978), atriz francesa
- Marie Trintignant (1962–2003), atriz francesa (divisão 45)
- Annie Girardot (1931–2011), atriz francesa
- Maria Schneider (1952–2011), atriz francesa

Outros
- Isadora Duncan (1877–1927), dançarina americana (divisão 87)
- Allan Kardec (1804–1869), codificador do espiritismo (divisão 44)
- Amélie Gabrielle Boudet (1795–1883), professora e artista plástica francesa, esposa de Hippolyte Léon Denizard Rivail (Allan Kardec)
- Laura Marx (1845–1911), militante comunista e filha de Karl Marx (divisão 77)
- Zénobe Gramme (1826–1901), inventor belga (divisão 94)
- Nicolas-Louis François de Neufchâteau (1750–1828), político, escritor e agrónomo francês
- Père La Chaise (1624–1709), sacerdote e teólogo francês, cujo nome foi dado ao cemitério
- Vivant Denon (1747–1825), pintor, arqueólogo, diplomata e escritor francês
- Félix Nadar (1820–1910), fotógrafo, caricaturista e jornalista francês
- Marcellin Marbot (1782–1854), general francês (divisão 44)
- André Masséna (1758–1817), marechal do Império napoleónico (divisão 28)
- Isaac Titsingh (1745–1812), embaixador dos Países Baixos (divisão 28)
- Victor Noir (1848–1870), jornalista francês
- Joseph Leopold Hugo (1773–1828), general francês, pai de Victor Hugo (divisão 27)
- Laurent Fignon (1960–2010), ciclista francês

### Nobres
- Joaquim Murat (1767–1815), Marechal do Império Napoleónico e Rei de Nápoles (divisão 39)
- Carolina Bonaparte (1782–1839), Rainha Consorte de Nápoles
- Januária de Bragança (1822–1901), Princesa Imperial do Brasil
- Luís de Bourbon-Duas Sicílias (1824–1897), Conde de Áquila
- Luís Maria de Bourbon-Duas Sicílias (1845–1909), Conde de Roccaguglielma
- Luís Pinto de Soveral, Marquês de Soveral (1851–1922), Diplomata Português (divisão 20)